# Parabel (Unternehmen)
Koordinaten: 53° N, 13° O
Die Parabel GmbH mit Sitz in Berlin ist ein Unternehmen im Bereich der erneuerbaren Energien. Seit der Gründung 1992 war die Parabel GmbH zunächst ein Unternehmen der Solarbranche. Zu Beginn stand die Planung einzelner Photovoltaik- und Solarthermie-Anlagen sowie der Großhandel mit den zugehörigen Komponenten im Vordergrund. Außerdem wurde die Veredelung von flexiblen Dünnschichtmodulen angeboten. In Folge der Krise in der Solarbranche bietet das Unternehmen auch Netzausbau und die Errichtung von Flächenkraftwerken an, um Strom aus Erneuerbaren Energien förderungsunabhängig auf dem Markt zu etablieren.

## Geschichte
Das 1992 gegründete Unternehmen baute 1993, im Zuge des 1000- und 100.000-Dächer-Programms, die ersten Photovoltaik-Dachanlagen. Für das Konzept der warmmietenneutralen Sanierung mit der Solarenergiezentrale/SEZ im Geschosswohnungsbau erhielt die Parabel GmbH im Jahre 2002 den deutschen Solarpreis in der Kategorie Solares Bauen. Im Jahre 2007 wechselte das Unternehmen die Rechtsform zur Aktiengesellschaft und trat ein Jahr später als Hersteller von flexiblen Dünnschichtmodulen auf dem Markt auf. Im Jahre 2012 wurde erstmals ein Jahresumsatz von über 100 Millionen Euro verzeichnet und die 100-MWp-Grenze installierter DC-Leistungen wurde ebenso überschritten. Zudem wurde der Ausbau von Netzinfrastrukturen für Solarparks im gleichen Jahr vorangetrieben. Mit Beschluss vom 30. September 2013 firmierte die Parabel AG wieder in die ursprüngliche Rechtsform und wird seither als Parabel GmbH gelistet.

## Unternehmensstruktur
Die Parabel GmbH deckt die Geschäftsbereiche Projektentwicklung und Großhandel ab.
Im Geschäftsfeld Projektentwicklung setzt das Unternehmen ein Hauptaugenmerk auf die Planung und Errichtung von Photovoltaik-Kraftwerken, dem Ausbau von Netzinfrastrukturen sowie die Entwicklung eines Verbundkraftwerks.

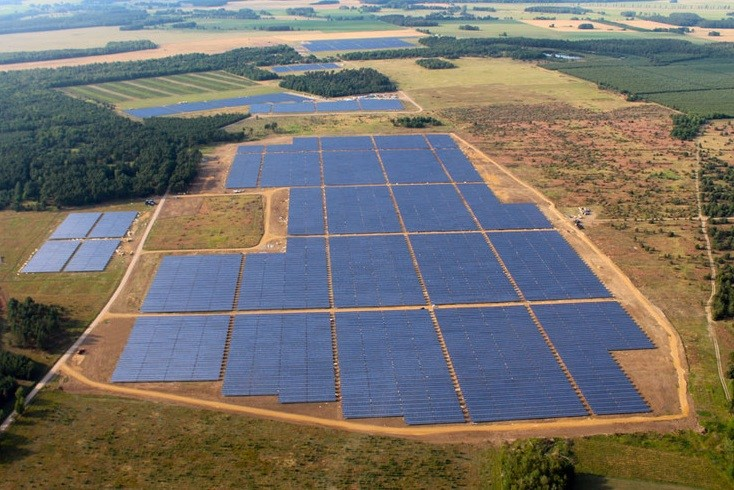
Solarpark in Jännersdorf

Insgesamt hat das Unternehmen Photovoltaik-Kraftwerke mit mehr als 100 Megawatt Leistung installiert. Neben dem Solarpark Krughütte errichtete das Unternehmen unter anderem auch den Solarpark in Krempendorf und den Solarpark Jännersdorf.
Das Unternehmen konzentriert sich zunehmend auf den Ausbau von Netzinfrastrukturen, indem es Erneuerbare-Energien-Kraftwerke über private, erdverlegte Trassen und Umspannwerke an die Höchstspannungsleitungen der Netzbetreiber anbindet.
Seit 2013 wird das Verbundkraftwerk Prignitz I mit den Komponenten Windenergie, Solarenergie und Biomasse geplant und realisiert.
Neben den Photovoltaik-Hauptkomponenten, wie Solarmodulen und Wechselrichtern, vertreibt das Unternehmen auch Speicherlösungen im Großhandel und seit 1995 als freie Handelsvertretung solarthermische Produkte für Einzelhäuser in der Region.

## Filme
Die Parabel GmbH wird in dem Kinofilm „Leben mit der Energiewende“ vorgestellt. Der Film erschien im Jahr 2012 unter der Regie von Frank Farenski und hat den Umstieg auf Erneuerbare Energien zum Thema.